# Чёрная курица (мультфильм)
«Чёрная курица» — кукольный мультипликационный фильм 1975 года по сказке Антония Погорельского «Черная курица, или Подземные жители».

## Над фильмом работали
- Автор сценария: Валерия Коновалова
- Режиссёр: Юрий Трофимов
- Художники-постановщики: Юрий Трофимов, Евгения Боголюбова
- Оператор: Евгений Туревич
- Композитор: Алексей Рыбников
- Звукооператор: Виталий Азаровский
- Художники-мультипликаторы: Алла Гришко, Павел Петров, Ольга Дегтярёва, А. Дегтярёв
- Куклы изготовили: Борис Караваев, Галина Киселёва (в титрах указана И. Киселёва), Елена Гагарина, Александра Мулюкина, Геннадий Богачёв (в титрах указан М. Богачёв), Н. Колтунова, Р. Федин
- под руководством: Владимира Шафранюка
- Монтажёр: Светлана Симухина
- Редактор: Александр Тимофеевский

## Роли озвучивали
- Зиновий Гердт — Чернушка
- Клара Румянова — Алёша (часть реплик)
- Мария Виноградова — Алёша (часть реплик)
- Алексей Консовский — учитель
- Владимир Горелов — подземный король